# Bethel Music en Español
Bethel Music en español es el primer disco en español de la banda estadounidense cristiana Bethel Music lanzado el 15 de febrero del 2019. El disco contiene 14 canciones seleccionadas y traducidas al español de sus producciones discográficas anteriores: For the Sake of the World (2012), We Will Not Be Shaken (2015), Have It All (2016), Moments: Mighty Sound (2018), y Victory (2019) que se lanzó en enero de este año. Este disco fue grabado en el 2018 con las voces originales de los cantantes de Bethel Music: Hunter GK Thompson, Kalley Heiligenthal, Bethany Wohrle, Paul McClure, Steffany Gretzinger, Jonathan David y Melissa Helser, también cuenta con la participación de cantantes cristianos como: Christine D'Clario, Edward Rivera, Raquel Vega y Marco Barrientos. Este material contiene éxitos como "Incontrolable Amor" (Reckless Love) Cory Asbury, "Ya No Soy Esclavo" (No Longer Slaves), "Padre Nuestro" (Our Father) y "Partes" (Pieces) entre otros.

## Lista de canciones
| N.º | Título                                               | Artista(s)                             | Duración |  |
| 1.  | «Sé Entronado (En Vivo)»                             | Hunter Thompson                        | 7:45     |  |
| 2.  | «Por Siempre (En Vivo)»                              | Kalley Heiligenthal                    | 5:20     |  |
| 3.  | «Promesas No Fallarán (En Vivo)»                     | Christine D'Clario                     | 5:05     |  |
| 4.  | «En Ti Estoy Firme (En Vivo)»                        | Edward Rivera                          | 3:41     |  |
| 5.  | «Mi Esperanza Está En Jesús»                         | Bethany Wohrle                         | 4:51     |  |
| 6.  | «Adorar Sin Cesar (En Vivo)» (feat. Edward Rivera)   | Josh Baldwin                           | 2:52     |  |
| 7.  | «Entrego Todo (En Vivo)» (feat. Edward Rivera)       | Brian Johnson                          | 4:29     |  |
| 8.  | «Jesús Te Amamamos (En Vivo)»                        | Paul McClure                           | 5:16     |  |
| 9.  | «Ten Fe Corazón (En Vivo)» (feat. Raquel Vega)       | Kristene DiMarco                       | 5:12     |  |
| 10. | «Incontrolable Amor (En Vivo)» (feat. Edward Rivera) | Cory Asbury                            | 5:31     |  |
| 11. | «Sopla Espíritu (En Vivo)»                           | Kalley Heiligenthal                    | 5:00     |  |
| 12. | «Ya No Soy Esclavo (En Vivo)»                        | Jonathan David Helser & Melissa Helser | 5:50     |  |
| 13. | «Padre Nuestro (En Vivo)» (feat. Marco Barrientos)   | Jenn Johnson                           | 6:53     |  |
| 14. | «Partes (En Vivo)»                                   | Steffany Getzinger                     | 5:32     |  |

## Posición en listas
| Lista (2019)                    | Máxima posición |
| ------------------------------- | --------------- |
| US Latin Pop Albums (Billboard) | 16              |